# Dasychira calliprepes
Dasychira calliprepes är en fjärilsart som beskrevs av Collenette 1933. Dasychira calliprepes ingår i släktet Dasychira och familjen tofsspinnare. Inga underarter finns listade i Catalogue of Life.